# Villaverde de la Abadía
Villaverde de la Abadía es una localidad española perteneciente al municipio de Carracedelo, provincia de León, comunidad autónoma de Castilla y León.

## Situación
El pueblo se encuentra a unos 10 km al oeste de Ponferrada. Limita con Dehesas, San Juan de Paluezas, Posada del Bierzo, Villadepalos, Santalla y Priaranza del Bierzo.

## Evolución demográfica
| 2000 | 2001 | 2002 | 2003 | 2004 | 2005 | 2006 | 2007 | 2008 | 2009 | 2010 | 2011 |
| 594  | 593  | 604  | 609  | 599  | 613  | 620  | 642  | 652  | 674  | 663  | 659  |

## Monumentos

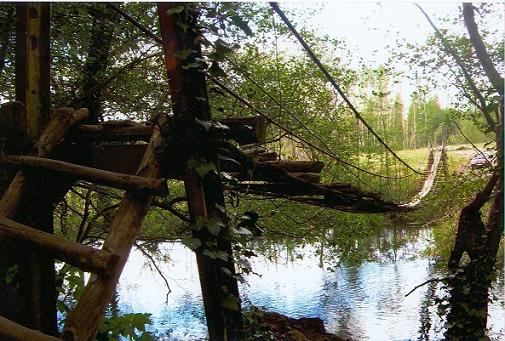
Puente colgante sobre el Río Sil

- Lo más destacado de la localidad es la Iglesia de San Blas, dedicada a San Blas. Esta iglesia cuenta con un retablo del siglo XVIII realizado por Lucas Formente, escultor villafranquino.
- Desde la Montaña de San Juan se aprecia una buena panorámica de casi todo El Bierzo Bajo. Para llegar a ella se cruza un puente colgante artesano sobre el Río Sil, muy bonito de ver,  hecho por los vecinos para el acceso, tanto a las fincas y viñedos del otro lado del río, como para llegar a las Barrancas de Santalla desde donde pueden contemplarse desde la parte de abajo o a San Juan de Paluezas dando un bonito paseo montaña arriba. También se puede llegar hasta El Castrelín, un castro astur situado en las inmediaciones de la mina romana de las Médulas que fue abandonado poco antes de iniciarse los trabajos en ella.
- Esta población también cuenta con un bonito Belén artesano que abre sus puertas en Navidad.

## Comunicaciones
- Se puede llegar al pueblo a través de la línea 1 del TUP desde Ponferrada, situándose en el extremo este de Villaverde la última parada de la línea, Dehesas FTM.
- Por carretera desde Dehesas, Posada del Bierzo y Villadepalos
- Por camino rural no asfaltado desde Santalla y San Juan de Paluezas.

## Festividades
Sus fiestas son:
- San Blas el 3 de febrero.
- San Roque el 16 de agosto.
- La fiesta de la Malla y la Siega, festividad en recuerdo de las labores artesanas de antaño.